# Ludwig der Bärtige

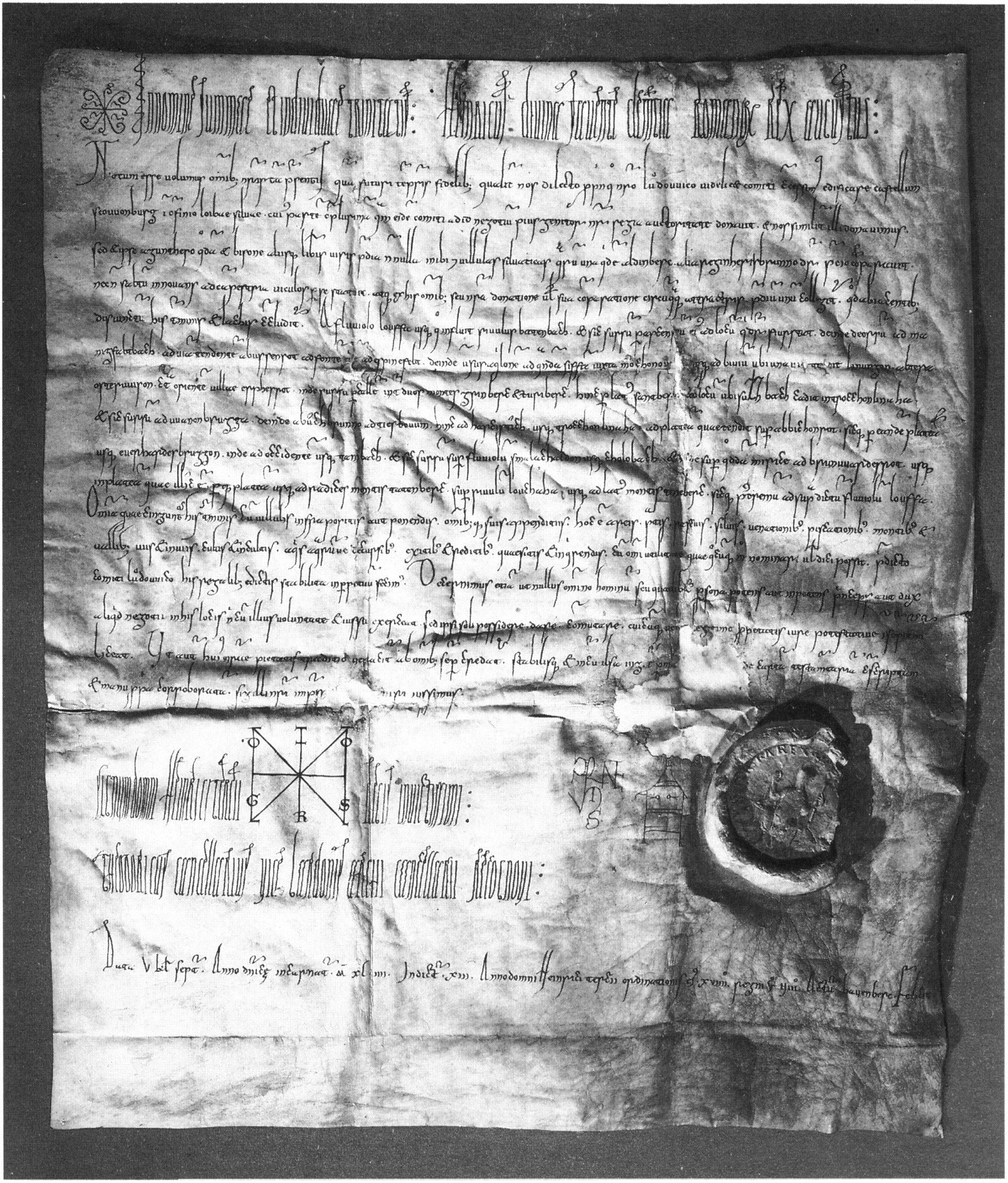
Urkunde Heinrichs III. für Ludwig den Bärtigen, 28. August 1044. Staatsarchiv Weimar

Ludwig der Bärtige oder Ludwig mit dem Bart (lateinisch Ludovicus cum barba) gilt als Stammvater der Ludowinger. Geburtsjahr und Todesjahr sind nicht bekannt. Die Reinhardsbrunner Chronik gibt sein Todesjahr mit 1055 vel citra an, der Verfasser kannte das Todesjahr also nicht. Wahrscheinlich starb er zwischen 1069 und 1084, denn auf diesen Zeitraum lässt sich die urkundlich bezeugte Schenkung des Orts Schönrain und des Guts Wiesenfeld an das Kloster Hirsau, durch seine Söhne Beringer und Ludwig eingrenzen, die aus väterlichem Erbe für die Erlösung ihrer Vorfahren (pro redemtione maiorum) erfolgte. Begraben wurde Ludwig wohl in St. Alban vor Mainz.

## Familie und Leben
Über Ludwig den Bärtigen berichtet neben der Reinhardsbrunner Chronik auch die Historia brevis principum Thuringiae sowie zu Beginn des 13. Jahrhunderts angefertigte Urkunden zu 1039 und 1044.
Chronik und Historia berichten, dass Ludwig einen reichen Bruder Hugo hatte, der in Beziehung zu Mainz und Fulda stand und den Ludwig später beerbte. Dies passt zu der Vermutung, dass die in der Urkunde zu 1039 behauptete Schenkung Kaisers Konrad II. im Thüringer Wald tatsächlich ein Lehen des Mainzer Bischofs war. Der in der Urkunde angegebene Umfang des Lehens entspricht eher dem, den es Anfang des 13. Jahrhunderts hatte und dem Rodung und Zukauf zugrunde gelegen haben soll.
Ludwigs Söhne nennen sich 1100 in einer Urkunde nach der Schauenburg im Thüringer Wald bei Friedrichroda, die Ludwig der Bärtige ab 1044 erbaut haben soll und die nahe einer Passstraße über den Thüringer Wald lag, die auch über Schmalkalden lief.
Dass in der Gegend rund um Schönrain neben Ludwig ebenfalls die Grafen von Rieneck Ländereien besaßen und diese auch in enger Beziehung zu Mainz und Fulda standen, macht eine Verwandtschaft Ludwigs mit den Rieneckern wahrscheinlich.
Aus dem Namengut (Ludwig, Hugo) wird auch eine Verwandtschaft mit Hugo VI. von Egisheim oder Ludwig von Mousson erwogen, wobei sich auch eine Verwandtschaft zu Gisela von Schwaben ergäbe.
Ludwig heiratete um 1039 Cäcilie von Sangerhausen, die Erbin unter anderem von Sangerhausen.

## Nachkommen
Als Kinder von Ludwig und Cäcilie sind überliefert:
- Ludwig der Springer, Ludwig von Schauenburg, Graf in Thüringen († 1123); ⚭ Adelheid von Stade, Tochter Lothar Udos II. von Stade
- Beringer von Schauenburg, Herr von Sangerhausen, * 1056/57?, † vor 25. Juli 1110; ⚭ Bertrada von Wettin
- Hildegard; ⚭ I Poppo I., Graf von Henneberg, X 7. August 1078 in der Schlacht bei Mellrichstadt; ⚭ II Thimo Graf von Nordeck
- Uta; ⚭ Dietrich Graf von Linderbeche
- Adelheid; ⚭ Ludwig I., Graf von Wippra
- Dietrich von Lora